# Terremoto de Albania de 2019
El terremoto de Albania de 2019 fue un sismo que sacudió el noroeste de Albania, de magnitud 6.4 con un epicentro de 12 kilómetros (7.5 millas) al oeste-suroeste de Mamurras, a las 03:54 CET (UTC+1) el 26 de noviembre de 2019. El temblor se sintió en Tirana, la capital de Albania, y en lugares tan lejanos como Taranto y Belgrado, a unos 370 kilómetros (230 millas) al noreste del epicentro. Un total de 51 personas murieron en el terremoto, con alrededor de 3,000 heridos. Fue el segundo terremoto que azotó la región en el lapso de tres meses. Fue el terremoto más fuerte que golpeó a Albania en más de 40 años, su terremoto más mortal en 99 años y además es el terremoto más mortal del mundo en 2019.

## Información tectónica
Albania se encuentra a través del límite convergente entre la placa euroasiática y la placa adriática, que forma parte de la compleja zona de colisión con la placa africana. La estructura de la parte occidental de Albania está dominada por la tectónica de empuje activa. La región es sísmicamente activa, con varios terremotos M ≥ 6 en los últimos cien años. En 1979, el mayor de estos eventos golpeó 70 kilómetros (43 millas) más al norte, en Montenegro, matando a 136 personas (101 en Montenegro y 35 en Albania). El terremoto significativo más reciente en el área fue un evento M 5.6 el 21 de septiembre de 2019 con un epicentro ENE de Durrës, que en ese momento era el más poderoso en 30 años y dañó 500 casas.

## Terremoto
El terremoto tuvo una magnitud de 6.4 Mww, según el Catálogo Integral de ANSS. El mecanismo focal observado es consistente con el movimiento inverso en una falla de tendencia NW-SE, paralela a las fallas de empuje conocidas en el área. La intensidad máxima percibida fue VIII (severa) en la escala de intensidad de Mercalli Modificada (MMI).
El terremoto también fue detectado a través de crowdsourcing por el Centro Sismológico Europeo-Mediterráneo, donde los sismólogos observaron un aumento en los lanzamientos de la aplicación móvil LastQuake y recopilaron hasta 58,125 informes de los testigos del terremoto.

## Daños y víctimas
El daño se produjo principalmente en la gran ciudad portuaria de Durrës y el pueblo de Kodër-Thumanë, que están cerca del epicentro del terremoto. Dos hoteles y dos bloques de apartamentos se derrumbaron en Durrës. Cuatro edificios, incluido un bloque de apartamentos de cinco pisos, se derrumbaron en Kodër-Thumanë y la ciudad fue la más afectada por el terremoto. La ciudad de Laç sufrió graves daños. El gobierno albanés declaró un estado de emergencia de 30 días para Durrës, Thumanë y Tirana y luego se extendió a Lezhë y Laç.  Siguieron réplicas que sacudieron las estructuras arruinadas durante el terremoto y causaron preocupación entre los lugareños. Posteriormente, numerosas casas ya no eran seguras para residir.
Soldados albaneses, que suman cientos y unos 2.000 policías albaneses fueron enviados a las localidades afectadas por el terremoto de Thumanë, Durrës y el área cercana más amplia. Se les asignó la tarea de ayudar con la operación de rescate y la instalación de instalaciones de refugio para personas desplazadas. Se han erigido trescientas carpas de emergencia para albergar a unas 1.000 personas en un campo deportivo dentro de Thumanë y cerca de un estadio en Durrës. Las tropas albanesas que trabajan con recursos limitados rescataron a las personas de los escombros de las estructuras derrumbadas y fueron asistidas por 250 tropas de los Estados Unidos y varios países europeos.
Como el último terremoto severo en Albania fue en 1979, carecía de experiencia en operaciones de rescate. Posteriormente, equipos de rescate con equipo especializado, perros rastreadores y suministros de emergencia llegaron a Albania desde países vecinos y otras naciones europeas para ayudar en los esfuerzos de búsqueda y atender a las personas sin hogar. Muchas personas sin hogar en Kodër-Thumanë pasaron dos noches en tiendas de campaña, negándose a quedarse en hoteles en el mar Adriático. Las fuerzas especiales (RENEA) continuaron buscando a varias personas que fueron reportadas como desaparecidas, y al menos 45 individuos fueron rescatados vivos de los escombros.
Según información oficial, murieron 51 personas: 25 en Durrës, 25 en Thumanë y 1 en Lezhë. Entre los fallecidos había 7 niños de entre 2 y 8 años. Las réplicas, algunas de las cuales fueron bastante grandes, dificultaron a los equipos de búsqueda y rescate. El Ministro de Salud de Albania, Ogerta Manastirliu, anunció inicialmente más de 900 lesiones, de las cuales 731 fueron atendidas solo en los hospitales de Tirana y Durrës. El Ministerio de Salud informó que estaba atendiendo a 62 heridos en condición estable, con la excepción de 3 personas que se encuentran en cuidados intensivos. Después del evento, 5,200 lugareños quedaron sin refugio.
Muchos de los edificios derrumbados seguían los estándares de los tiempos del gobierno comunista y no estaban preparados para resistir los temblores. El Ministerio de Defensa movilizó a unos 400 militares para ayudar a rescatar a las víctimas entre los escombros. Se informaron cientos de réplicas en las siguientes horas, aumentando el pánico entre la población.  Estados Unidos, la Unión Europea y varios países vecinos ofrecieron ayuda a Albania, enviando equipos de rescate, perros rastreadores y equipos para ayudar en las operaciones. El 1 de diciembre, el alcalde de Durres, Valbona Sako, renunció después de cometer una farsa en un programa de televisión, diciendo "deberíamos estar felices por las 50 víctimas". Las palabras pronunciadas por el exalcalde tuvieron un impacto negativo en Albania.